# 中央ITビジネス専門学校
中央ITビジネス専門学校（ちゅうおうあいてぃびじねすせんもんがっこう）は、学校法人後藤学園が運営する大阪市東住吉区にある専門学校（専修学校専門課程）。
近畿大学短期大学部との同時卒業が可能である。

## 沿革
- 1988年 中央テクニカルカレッジ専門学校として開校
- 2012年 現校名に改称

## 学科
- 情報ビジネス学科

旧学科
- 商経学科

## 所在地
- 〒546-0044 大阪市東住吉区北田辺1丁目11-22

最寄り駅は、JR阪和線美章園駅